# Takhtajaniantha austriaca
La scorzonera barbuta (Takhtajaniantha austriaca  (Willd.) Zaika, Sukhor. & N.Kilian, 2020) è una specie di pianta angiosperma dicotiledone della famiglia delle Asteraceae.

## Etimologia
Il nome scientifico di questa specie è stato proposto per la prima volta dai botanici Carl Ludwig von Willdenow (1765-1812), Maxim A. Zaika, Alexander Petrovich Sukhorukov (1967-) e Norbert Kilian (1957-) nella pubblicazione "PhytoKeys" (PhytoKeys 137: 72 ) nel 2020.

## Descrizione

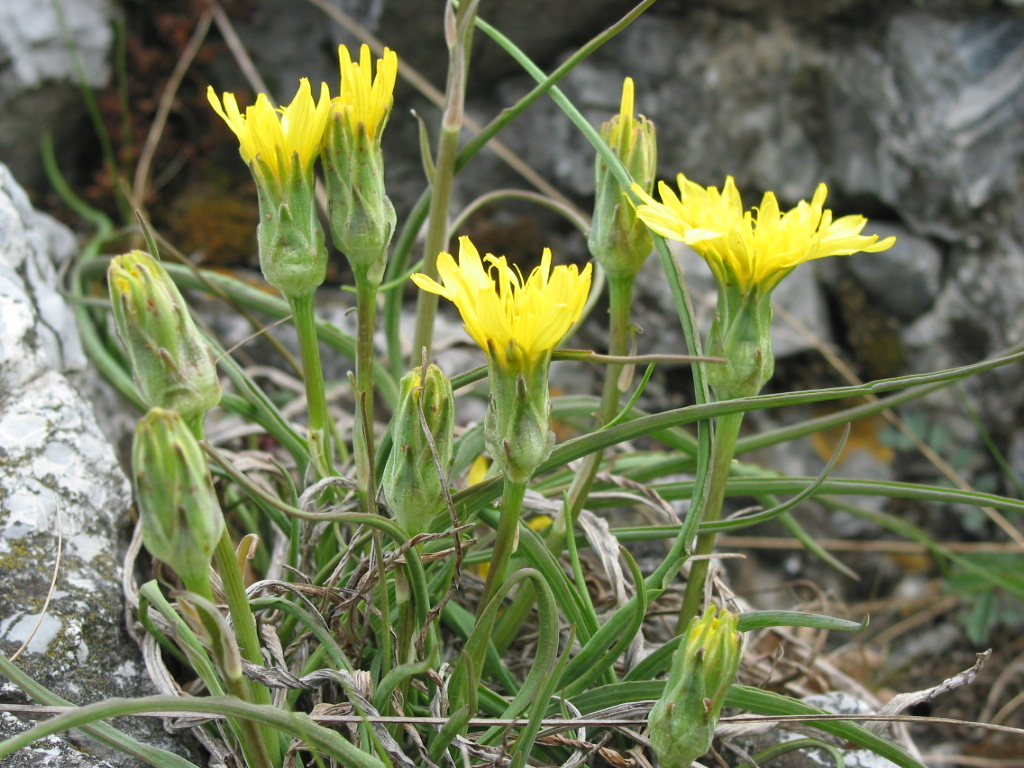
Il portamento

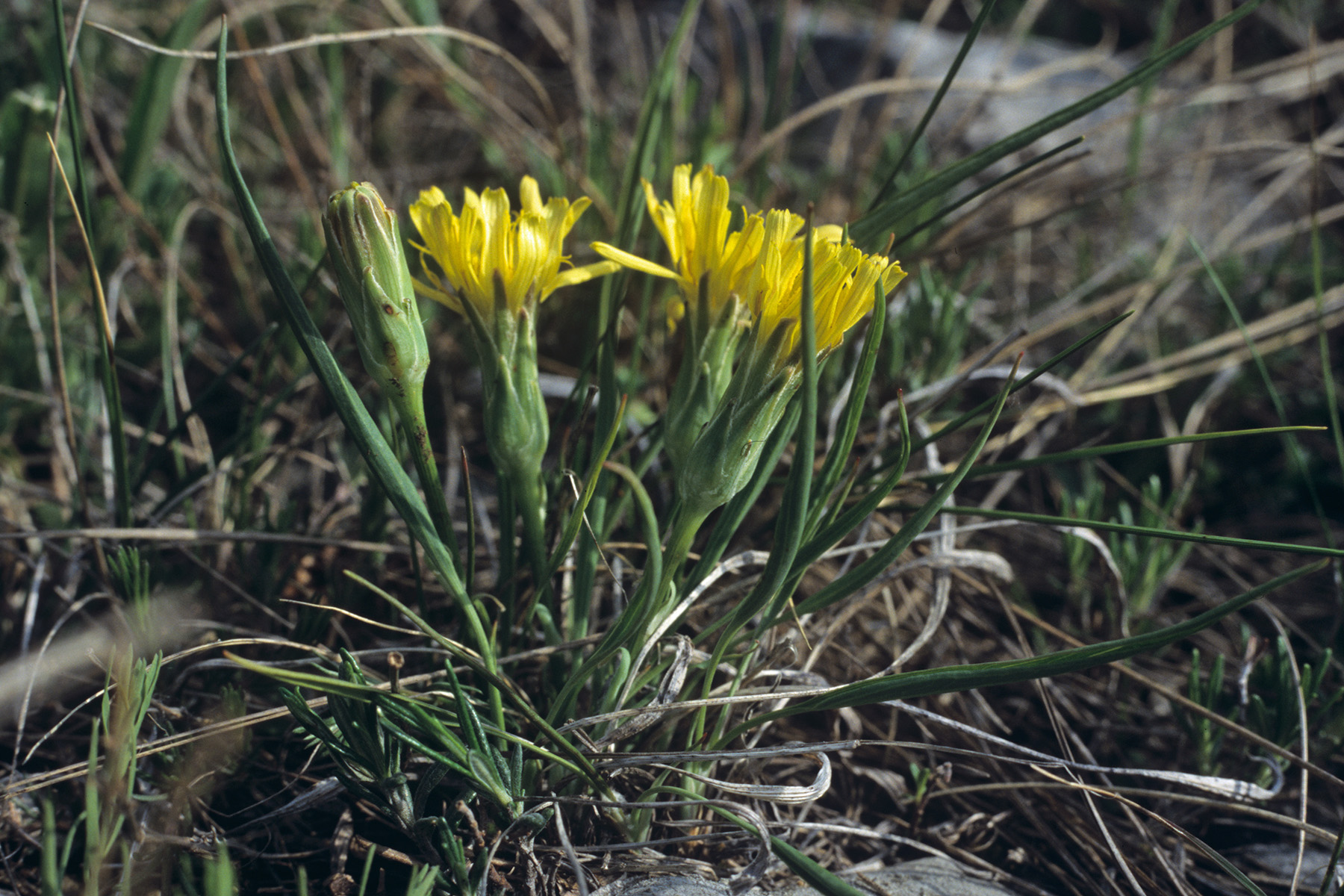
Le foglie lineari

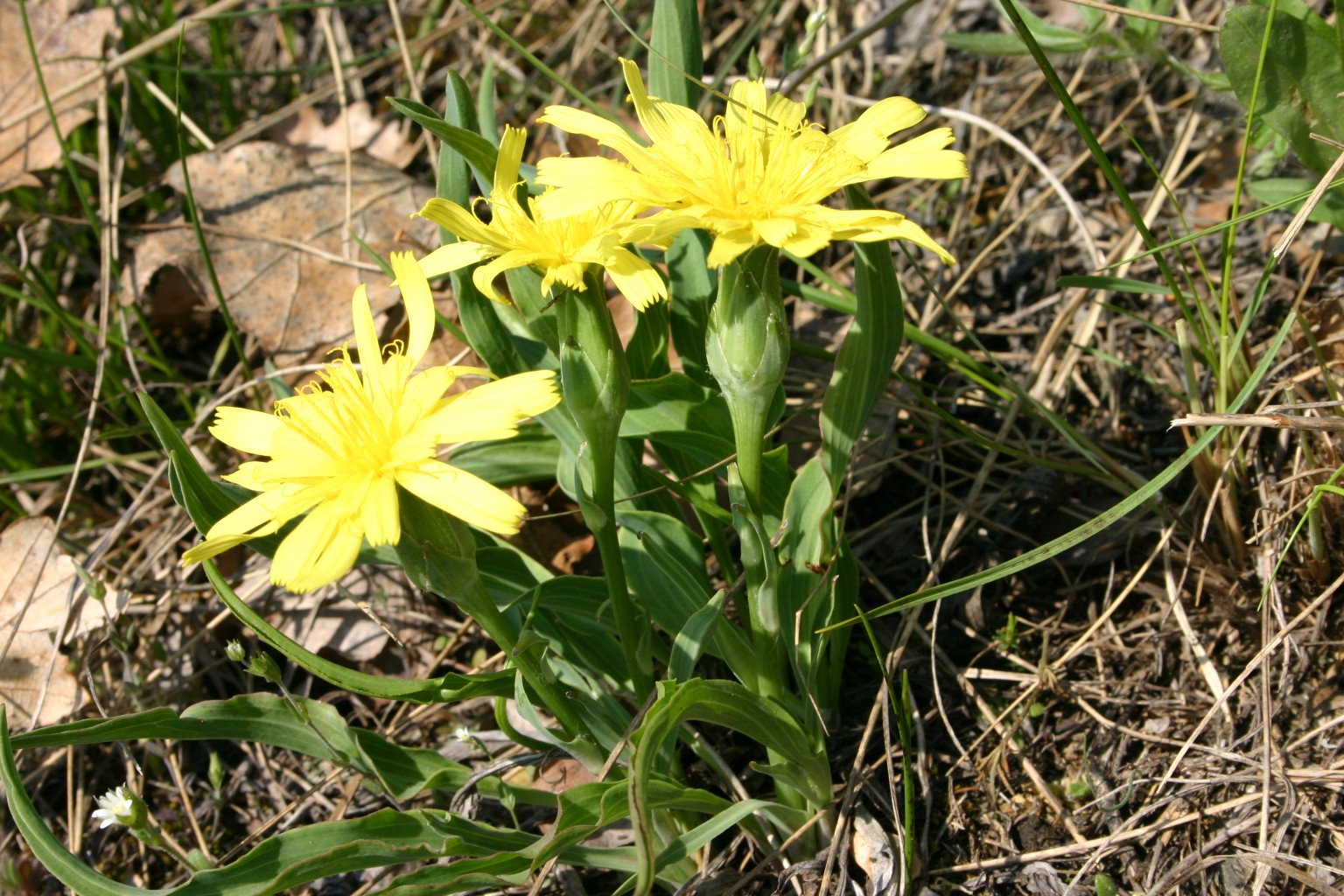
I capolini

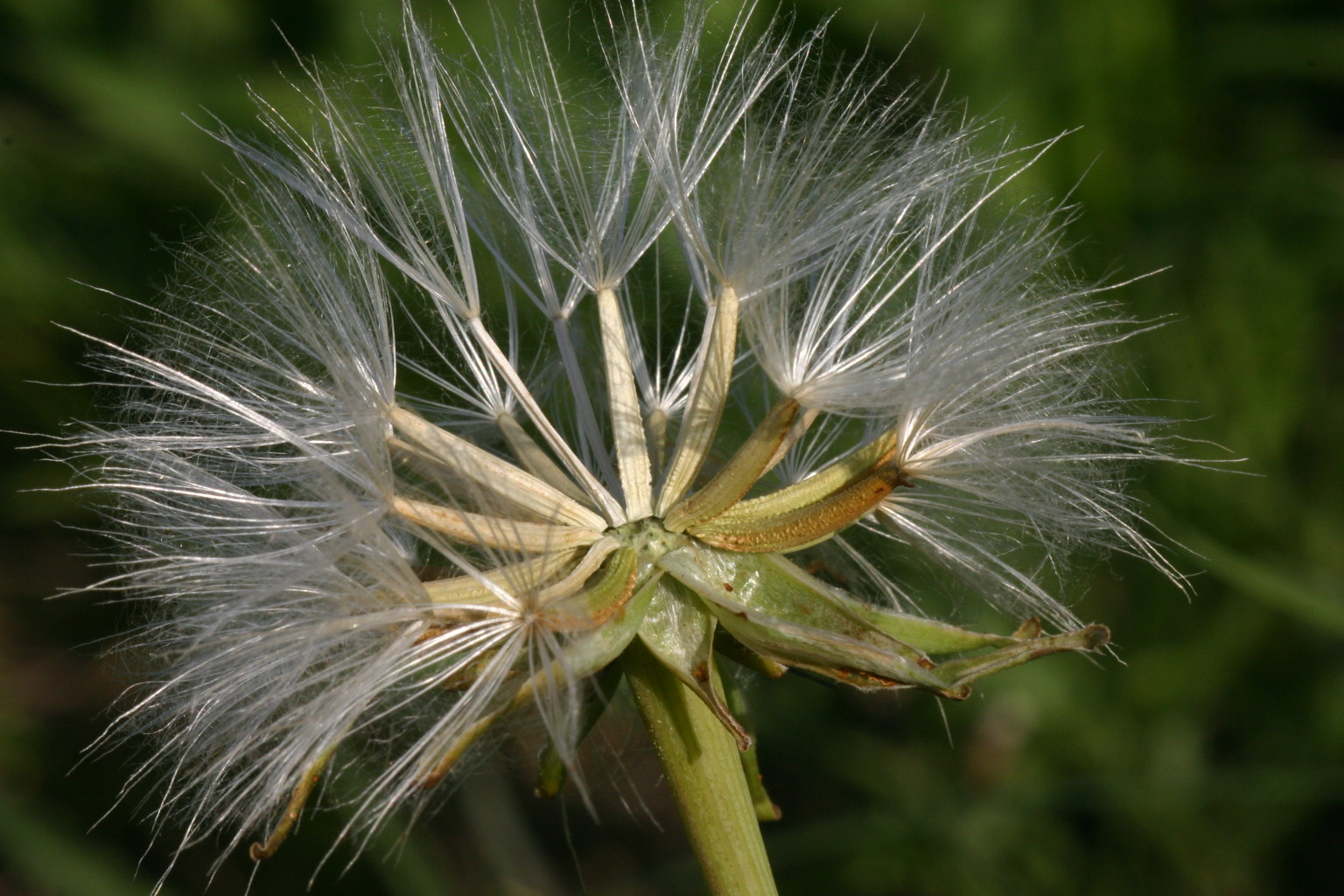
I frutti acheni con pappo

Habitus. La forma biologica è emicriptofita rosulata (H ros), ossia sono piante perenni, con gemme svernanti al livello del suolo e protette dalla lettiera o dalla neve e con le foglie disposte a formare una rosetta basale. Tutta la pianta è glabra e glaucescente. Queste piante contengono inoltre grandi quantità di inulina (circa il 30% della sostanza carboidrata).
Fusto. 
- Parte ipogea: la parte sotterranea consiste in un grosso rizoma disposto in modo verticale e avvolto da un manicotto di fibre brune e dalle guaine dei residui fogliari. Negli individui più grossi questa parte può presentarsi legnosa. Le radici sono secondarie da rizoma.
- Parte epigea: la parte aerea del fusto è semplice (o poco ramificata), eretta e afilla; verso la metà superiore risulta spesso ingrossata e indurita; altrimenti ha una struttura tubulosa. I gambi in genere sono solitari (o pochi per pianta). L'altezza di queste piante varia da 1 a 4 dm (minimo 5 cm - massimo 45 cm).

Foglie. Le foglie sono basali e disposte in modo alterno; la lamina è di tipo da lineare a lineare-lanceolata (o anche lineare-ellittica) con apice acuto, base lungamente attenuata e bordi interi. La consistenza è coriacea e la superficie è glabra oppure ricoperta da una pelosità aracnoide. Possono essere presenti alcune foglie cauline amplessicauli simili a scaglie dalla forma lanceolata o subulata-lanceolata. Dimensione delle foglie: larghezza 0,2 - 2,5 cm; lunghezza 10 – 35 cm.
Infiorescenza. Le infiorescenze in genere sono composte da un unico capolino. I capolini sono formati da un involucro a forma cilindrica composto da brattee (o squame) disposte su parecchie serie all'interno delle quali un ricettacolo fa da base ai fiori tutti ligulati. Le squame si dividono in due tipi: inferiori e superiori. Quelle inferiori hanno una forma triangolare-lesinoforme con margine bianco e superficie lanosa (di tipo aracnoide). Quelle superiori sono più o meno lineari. Il ricettacolo è nudo, ossia privo di pagliette a protezione della base dei fiori. Diametro del capolino: 3 – 5 cm. Dimensioni dell'involucro: larghezza 0,6 - 1,2 cm; lunghezza 2,1 - 2,8 cm (all'antesi le dimensioni sono leggermente superiori: larghezza 1,5 cm; lunghezza 3,3 cm). Dimensione delle squame inferiori: larghezza 3 - 4,5 mm; lunghezza 8 – 11 mm. Dimensione delle squame superiori: larghezza 2 – 4 mm; lunghezza 17 – 22 mm.
Fiore. I fiori sono tutti del tipo ligulato (il tipo tubuloso, i fiori del disco, presente nella maggioranza delle Asteraceae, qui è assente), sono tetra-ciclici (ossia sono presenti 4 verticilli: calice – corolla – androceo – gineceo) e pentameri (ogni verticillo ha 5 elementi). I fiori sono ermafroditi e zigomorfi.
- Formula fiorale:

*/x K {\displaystyle \infty }, [C (5), A (5)], G 2 (infero), achenio
- Calice: i sepali del calice sono ridotti ad una coroncina di squame.
- Corolla: le corolle sono formate da una ligula terminante con 5 denti; la corolla è colorata di giallo. Lunghezza della corolla: 22 – 25 mm.
- Androceo: gli stami sono 5 con filamenti liberi, mentre le antere sono saldate in un manicotto (o tubo) circondante lo stilo.[16] Le antere alla base sono acute. Il polline è tricolporato (con 6 lacune), è echinato (con punte) e anche "lophato" (la parte più esterna dell'esina è sollevata a forma di creste e depressioni).[17]
- Gineceo: lo stilo è filiforme con peli sul lato inferiore; gli stigmi dello stilo sono due divergenti. L'ovario è infero uniloculare formato da 2 carpelli.
- Fioritura: da aprile a maggio.

Frutti. I frutti sono degli acheni con pappo di setole piumose. L'achenio, ristretto all'apice, è lungo 9 – 10 mm (massimo 15 mm), prima è colorato di bianco, poi di bruno-chiaro con nervature lisce (talvolta tubercolate); la superficie in genere è glabra. Il pappo è bianco ed è lungo 12 – 17 mm.

## Biologia
- Impollinazione: l'impollinazione avviene tramite insetti (impollinazione entomogama tramite farfalle diurne e notturne).
- Riproduzione: la fecondazione avviene fondamentalmente tramite l'impollinazione dei fiori (vedi sopra).
- Dispersione: i semi (gli acheni) cadendo a terra sono successivamente dispersi soprattutto da insetti tipo formiche (disseminazione mirmecoria). In questo tipo di piante avviene anche un altro tipo di dispersione: zoocoria. Infatti gli uncini delle brattee dell'involucro si agganciano ai peli degli animali di passaggio disperdendo così anche su lunghe distanze i semi della pianta.

## Distribuzione e habitat

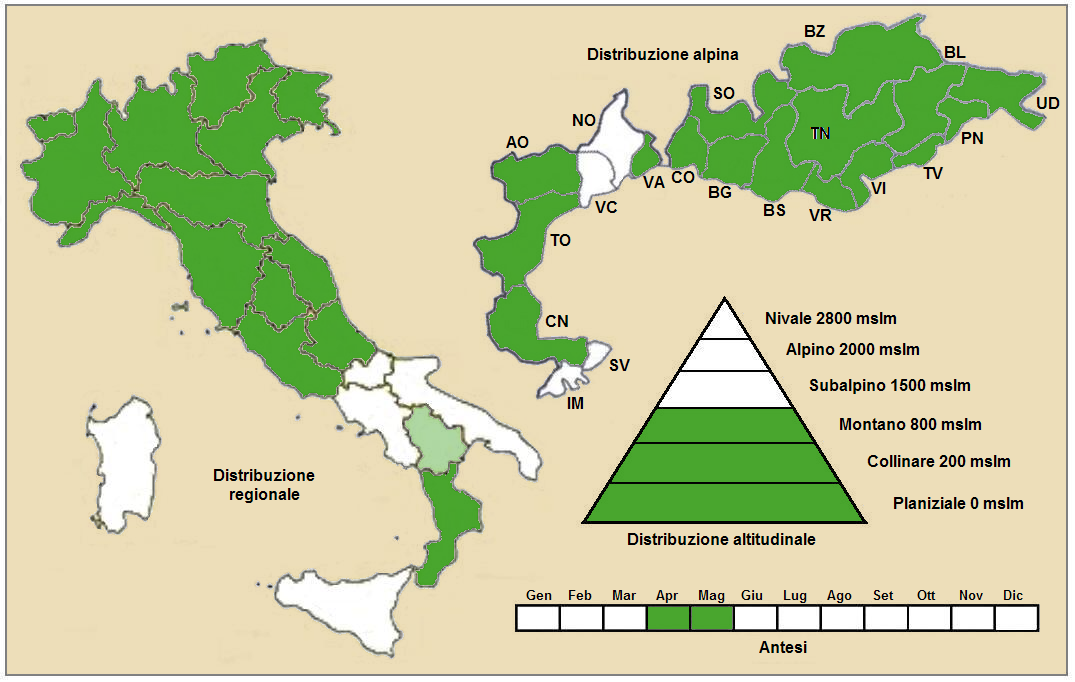
Distribuzione della pianta
(Distribuzione regionale – Distribuzione alpina)

- Geoelemento: il tipo corologico (area di origine) è Sud Est Europeo - Sud Siberiano (Pontico).
- Distribuzione: in Italia è una specie comune e si trova al nord. All'estero sull'arco alpino si trova in Francia (tutti i dipartimenti alpini), in Svizzera (cantoni Vallese e Ticino), in Austria (Länder della Stiria e Austria Inferiore). Sugli altri rilievi europei si trova nel Massiccio del Giura, Massiccio Centrale, Pirenei, Monti Balcani e Carpazi.[19] Oltre all'Europa questa specie è presente in Asia (soprattutto nelle zone temperate e al nord dell'Himalaya).
- Habitat: l'habitat tipico sono i prati aridi steppici e i pendii rupestri; ma anche i ripari sotto roccia, le pinete e i gineprai. Il substrato preferito è calcareo ma anche calcareo/siliceo con pH basico, bassi valori nutrizionali del terreno che deve essere secco.[19]
- Distribuzione altitudinale: sui rilievi queste piante si possono trovare fino a 800 m s.l.m.; frequentano quindi i seguenti piani vegetazionali: collinare e montano (oltre a quello planiziale – a livello del mare).

### Fitosociologia

#### Areale alpino
Dal punto di vista fitosociologico alpino Takhtajaniantha austriaca appartiene alla seguente comunità vegetale:
Formazione: delle comunità a emicriptofite e camefite delle praterie rase magre secche
Classe: Festuco-Brometea
Ordine: Festucetalia valesiacae

#### Areale italiano
Per l'areale completo italiano Takhtajaniantha austriaca appartiene alla seguente comunità vegetale:
Macrotipologia: vegetazione delle praterie.
Classe: Festuco valesiacae-Brometea erecti Br.-Bl. & Tüxen ex Br.-Bl., 1949
Ordine: Artemisio albae-Bromenalia erecti Biondi, Ballelli, Allegrezza & Zuccarello, 1995
Alleanza: Xerobromion erecti Br.-Bl. & Moor, 1938
Descrizione. L'alleanza Xerobromion erecti è relativa alle praterie xerofile (subatlantiche, subcontinentali e submediterraneo) che si sviluppano su substrati calcarei. La cenosi è costituita prevalentemente da camefite che si sviluppano su suoli erosi e superficiali. Distribuzione dell'alleanza: Europa centrale e sub-atlantica, Francia e Germania meridionale;  in Italia si rinviene in alcuni settori delle Alpi occidentali dove l'alleanza si arricchisce di specie euri-mediterranee.
Specie presenti nell'associazione: Anthyllis montana, Dianthus sylvestris, Carduus defloratus, Carex liparocarpos, Fumana procumbens, Galium corrudifolium, Hippocrepis comosa, Laserpitium siler, Laserpitium gallicum, Leopoldia comosa, Ononis natrix, Orobanche teucrii, Petrorhagia saxifraga, Saponaria ocymoides, Sesleria caerulea, Globularia punctata e Thesium alpinum.
Altre alleanze per questa specie sono:
- Stipo-Poion xerophilae
- Stipo capillatae-Poion carniolicae
- Saturejion subspicatae

## Tassonomia
La famiglia di appartenenza di questa voce (Asteraceae o Compositae, nomen conservandum) probabilmente originaria del Sud America, è la più numerosa del mondo vegetale, comprende oltre 23.000 specie distribuite su 1.535 generi, oppure 22.750 specie e 1.530 generi secondo altre fonti (una delle checklist più aggiornata elenca fino a 1.679 generi). La famiglia attualmente (2021) è divisa in 16 sottofamiglie.
Nella "Flora d'Italia" di Sandro Pignatti la specie di questa voce è indicata come  Scorzonera austriaca  Willd..

### Filogenesi
Il genere di questa voce appartiene alla sottotribù Scorzonerinae della tribù Cichorieae (unica tribù della sottofamiglia Cichorioideae). In base ai dati filogenetici la sottofamiglia Cichorioideae è il terz'ultimo gruppo che si è separato dal nucleo delle Asteraceae (gli ultimi due sono Corymbioideae e Asteroideae). La sottotribù Scorzonerinae è il secondo clade che si è separato dalla tribù.
La tribù Scorzonerinae è individuata dai seguenti principali caratteri:
- l'indumento di queste piante è morbido fatti di piccoli peli;
- le foglie sono parallelinervie indivise;
- le setole del pappo sono provviste di morbide proiezioni laterali (una fila di cellule appiattite);
- il polline è 2-colporato;
- l'areale (nativo) della sottotribù è relativo al Vecchio Mondo.

All'interno della sottotribù sono stati individuati diversi cladi, alcuni in posizione politomica. Il genere di questa voce, da un punto di vista della filogenesi, si trova in un clade più interno insieme al genere Pseudopodospermum (insieme potrebbero formare un "gruppo fratello"). Questo genere deriva da alcune specie del genere Scorzonera; in particolare dalle sezioni sect. Fibrillosae, sect. Egregiae, sect. Papposae, sect. Polyclada e sect. Pusillae.
I caratteri distintivi per le specie di questo genere ( Takhtajaniantha) sono:
- i fiori sono colorati di giallo con venature viola;
- gli acheni sono privi di carpoforo (e anche di coste verrucose) e la superficie è ricoperta da papille o morbidi peli multicellulari;
- il parenchima subepidermico è continuo;
- le foglie apicalmente sono acuminate e un po' arrotolate;
- il pappo è bianco come la neve;
- i cauli si presentano spesso con residui di guaine fogliari.

Il numero cromosomico di T. austriaca è: 2n = 14.

### Sinonimi
Questa entità ha avuto nel tempo diverse nomenclature. L'elenco seguente indica alcuni tra i sinonimi più frequenti:
- Scorzonera angustifolia DC.
- Scorzonera austriaca  Willd.
- Scorzonera gebleri  Besser ex DC.
- Scorzonera graminifolia  Schur
- Scorzonera humilis  Jacq.
- Scorzonera latifolia  Vis.
- Scorzonera prescottii  Comp. ex Boiss.

### Specie simili
Nell'ambito del gruppo le "scorzonerine" sono abbastanza simili tra di loro. Nella flora spontanea italiana possiamo distinguere altre cinque specie simili alla Scorzonera humilis i cui caratteri più distintivi sono indicati di seguito:
- Scorzonera aristata DC.: le squame inferiori dell'involucro sono più o meno aristate e ricoprono oltre la metà di quelle superiori.
- Gelasia hirsuta (Gouan) Zaika, Sukhor. & N.Kilian: tutta la pianta è ricoperta da peli contorti; il pappo è lungo il doppio dell'achenio.
- Scorzonera humilis L.: il rizoma è privo di fibre; le foglie hanno una consistenza erbacea.
- Gelasia villosa (Scop.) Cass.: il capolino è lievemente più piccolo; le foglie sono ricoperte da peli biancastri.
- Pseudopodospermum hispanicum (L.) Zaika, Sukhor. & N.Kilian: è la più alta (arriva a 1 metro); le foglie cauline inferiori sono allargate con bordi sinuosi.

## Usi (cucina)
Per questa specie sono conosciuti alcuni usi alimentari. Le parti commestibili sono le radici e le foglie giovani, entrambi si usano ben cotti.

## Altre notizie
La scorzonera austriaca in altre lingue è chiamata nei seguenti modi:
- (DE)  Österreicher Schwarzwurzel
- (FR)  Scorzonère d'Austriche